# Carlton Centre

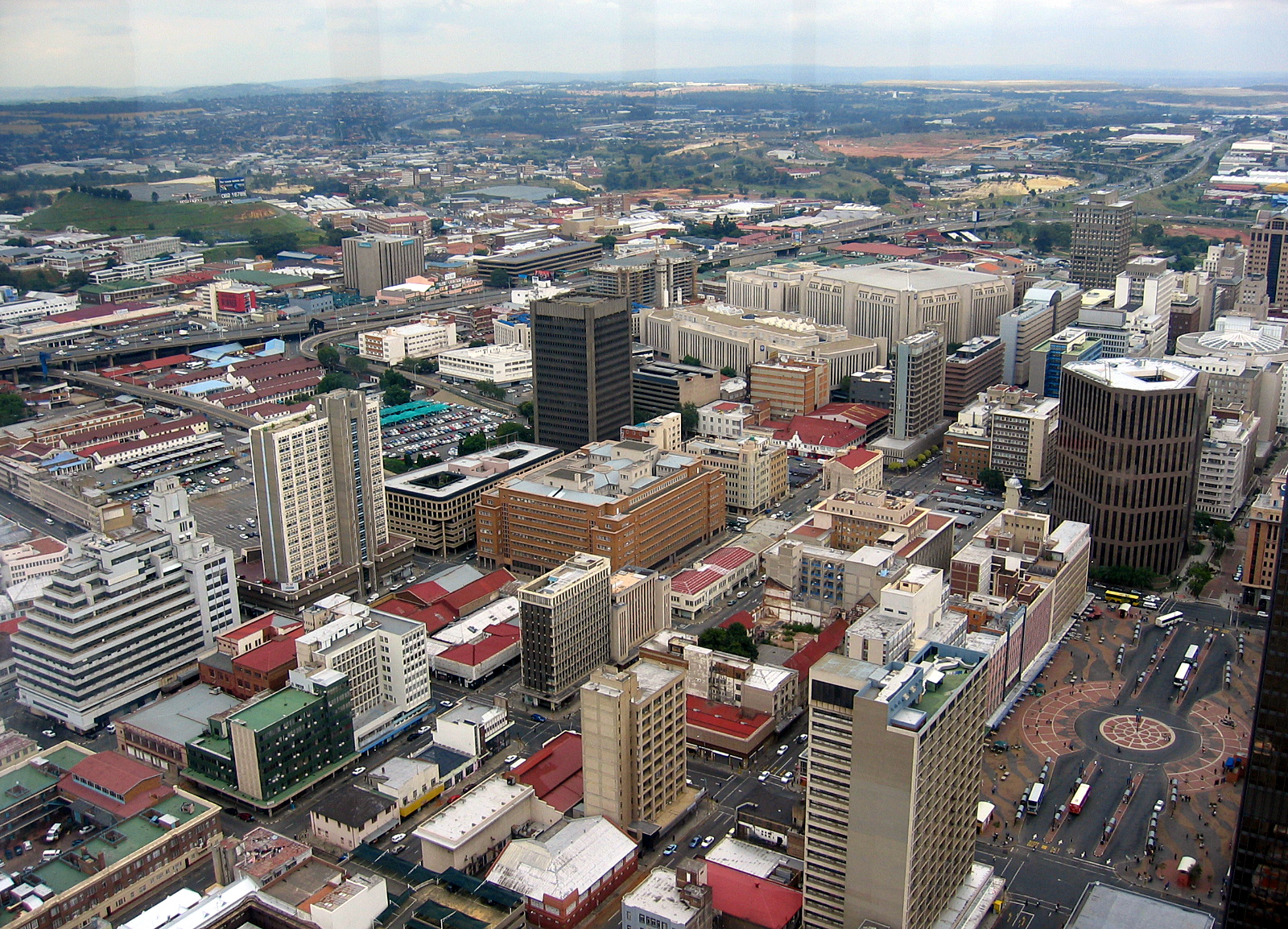
Die Innenstadt Johannesburgs von der Aussichtsplattform des Carlton Centre

Das Carlton Centre ist ein Wolkenkratzer in Johannesburg, Südafrika. Es steht in der Commissioner Street und war nach seinem Bau 1973 mit 223 Metern das höchste Gebäude der südlichen Hemisphäre.
Bis 2019 war das Carlton Centre der höchste Wolkenkratzer Afrikas. Höher ist heute das Hochhaus The Leonardo in Sandton. Das Carlton Centre ist außerdem nach dem Telkom Joburg Tower und dem Sentech Tower Südafrikas vierthöchstes Bauwerk.
In der obersten Etage, der 50., befindet sich die Aussichtsplattform The Top of Africa, die einen Rundblick über Johannesburg bietet. Bei einer Meereshöhe Johannesburgs von 1753 Metern befindet sich die Plattform auf fast 2000 Meter über dem Meer.
Das Carlton Centre wurde 1999 für 33 Millionen Rand verkauft, nachdem es zwei Jahre lang angeboten worden war. Heute beherbergt es den Firmensitz von Transnet, der halbstaatlichen südafrikanischen Eisenbahngesellschaft. In den unteren Etagen befindet sich ein Einkaufszentrum mit über 180 Läden sowie einer Eislaufhalle.
Das Carlton Hotel in einem zweiten, eigenen Turm im gleichen Komplex wurde 1997 geschlossen. Dieses war auch in Filmen wie Plattfuß in Afrika zu sehen.